# Apopyllus suavis
Apopyllus suavis är en spindelart som först beskrevs av Simon 1893.  Apopyllus suavis ingår i släktet Apopyllus och familjen plattbuksspindlar.
Artens utbredningsområde är Venezuela. Inga underarter finns listade i Catalogue of Life.